# Udobno-Pokrovski
Udobno-Pokrovski (del ruso: Удобно-Покровский) es un jútor del raión de Otrádnaya del krai de Krasnodar, en Rusia. Está situado en un área premontañosa y boscosa de las vertientes septentrionales del Cáucaso Norte, a orillas del arroyo Rysakon, tributario del río Bolshói Sheblonok, afluente del Bolshói Zelenchuk, que lo es del Kubán, junto a la frontera de la república de Karacháyevo-Cherkesia, 13 km al sureste de Otrádnaya y 228 km al sureste de Krasnodar, la capital del krai. En 2010 no tenía habitantes permanentes.
Pertenece al municipio Malotenguínskoye.